# Piet Roozenburg
Piet Roozenburg (Rotterdam, 24 oktober 1924 – Ochten, 27 april 2003) was een Nederlands dammer. 

## Loopbaan
Hij was wereldkampioen dammen in de periode 1948-1956 en achtvoudig Nederlands kampioen, in 1943, 1948, 1950, 1954, 1963, 1964, 1965 en 1966. Ook won hij in 1960 en 1976 het NK sneldammen.
Roozenburg stond als speler bekend om zijn wil tot vernieuwing. Hij zocht altijd de grenzen van het mogelijke op. Zijn belangrijkste vinding, de Roozenburg-opstelling, geldt als een van de meest gespeelde speltypes. In zijn match uit 1945 tegen Ben Springer paste hij dit systeem met succes toe, wat bijdroeg tot de overwinning in die match.
Ook op het organisatorische vlak was Roozenburg erg actief. Hij schreef de LOI-cursus dammen en zette zich bij de KNDB in voor bevordering van trainingen en opleidingen. Ook was hij een tijd president van de FMJD.
Roozenburg was hoofdredacteur van het blad Le Monde Damiste.
Ook zijn 4 jaar oudere broer, Wim Roozenburg, was een succesvol dammer, die in 1957 het Nederlands kampioenschap won. In 1948 werd Roozenburg uitgeroepen tot Nederlands sportman van het jaar. Hij was in het bezit van de titels Internationaal Grootmeester en Nationaal Grootmeester.